# The Commander
The Commander is een Britse televisieserie over de belevenissen van de rechercheurs van de afdeling Moordzaken van de Metropolitan Police in Londen. Alle zaken vallen onder de supervisie van de Commander Clare Blake (een rol van Amanda Burton).
De leiding door een vrouw van deze afdeling van de politie maakt haar niet  populair bij collega’s en zij heeft dan ook behoorlijk wat tegenwerking van haar mannelijke medewerkers.
The Commander is geschreven en geproduceerd door Lynda La Plante. Alle titels bestaan uit twee afleveringen en werden vanaf 2003 tot heden in 12 episodes uitgezonden. 

## De uitgezonden episodes
- The Commander, 1
- The Commander, 2
- Virus, 1
- Virus, 2
- Blackdog, 1
- Blackdog, 2
- Blacklight, 1
- Blacklight, 2
- The Devil You Know, 1
- The Devil You Know, 2
- Fraudster, 1
- Fraudster, 2
- Abduction, 1
- Abduction, 2